# Società Ginnastica di Torino 1898
Questa voce raccoglie le informazioni riguardanti la Società Ginnastica di Torino nelle competizioni ufficiali della stagione 1898.

## Stagione
La Federazione Italiana Football, l'8 maggio 1898, tramite il Torinese, organizza il primo campionato italiano ufficiale di calcio. Partecipano 3 squadre di Torino e il Genoa: il campo scelto per la disputa fu quello del Velodromo Umberto I. La Ginnastica Torino partecipò nel mattino alla semifinale contro il Genoa venendone eliminata.

## Divise
La maglia utilizzata per gli incontri di campionato era blu con striscia rossa orizzontale.
| Manica sinistra · Maglietta · Maglietta · Manica destra · Pantaloncini · Calzettoni |

## Organigramma societario
Area direttiva
- Presidente: Angelo Mosso[2]

Area tecnica
- Allenatore: Gustavo Falchero

## Rosa[3]
| N. |                   | Ruolo | Calciatore         |
| -- | ----------------- | ----- | ------------------ |
|    | Italia (bandiera) | D     | Giuseppe Arese     |
|    | Italia (bandiera) | A     | Cominetti          |
|    | Italia (bandiera) | A     | Giovanni Trombetta |

| N. |                   | Ruolo | Calciatore       |
| -- | ----------------- | ----- | ---------------- |
|    | Italia (bandiera) |       | Gustavo Falchero |
|    | Italia (bandiera) |       | Guido Marietti   |

## Calciomercato
| Acquisti | Acquisti | Acquisti | Acquisti |
| R.       | Nome     | da       | Modalità |
| -------- | -------- | -------- | -------- |

| Cessioni | Cessioni | Cessioni | Cessioni |
| R.       | Nome     | a        | Modalità |
| -------- | -------- | -------- | -------- |

## Risultati
I risultati degli incontri sono presi dal Corriere dello Sport – La Bicicletta di Milano dell'11 maggio 1898, la prima fonte diretta relativa al torneo.

### Campionato Italiano di Football

#### Semifinale
| Arbitro: | Jourdan (Torino) |

|  |           |                  |
|  | Marcatori | Leaver Bocciardo |

## Statistiche

### Statistiche di squadra
| Competizione                    | Punti | In casa | In casa | In casa | In casa | In casa | In casa | In trasferta | In trasferta | In trasferta | In trasferta | In trasferta | In trasferta | Totale | Totale | Totale | Totale | Totale | Totale | DR |
| Competizione                    | Punti | G       | V       | N       | P       | Gf      | Gs      | G            | V            | N            | P            | Gf           | Gs           | G      | V      | N      | P      | Gf     | Gs     | DR |
| ------------------------------- | ----- | ------- | ------- | ------- | ------- | ------- | ------- | ------------ | ------------ | ------------ | ------------ | ------------ | ------------ | ------ | ------ | ------ | ------ | ------ | ------ | -- |
| Campionato Italiano di Football | 0     | 1       | 0       | 0       | 1       | 0       | 2       | 0            | 0            | 0            | 0            | 0            | 0            | 1      | 0      | 0      | 0      | 0      | 2      | -2 |

### Statistiche dei giocatori
| Giocatore    | Campionato Italiano di Football | Campionato Italiano di Football |
| Giocatore    | Presenze                        | Reti                            |
| ------------ | ------------------------------- | ------------------------------- |
| G. Arese     | 1                               | 0                               |
| G. Falchero  | 1                               | 0                               |
| G. Trombetta | 1                               | 0                               |